# Hypotrachyna lineariloba
Hypotrachyna lineariloba är en lavart som först beskrevs av Kurok., och fick sitt nu gällande namn av Hale. Hypotrachyna lineariloba ingår i släktet Hypotrachyna och familjen Parmeliaceae.   Inga underarter finns listade i Catalogue of Life.